# Zamek w Rybotyczach
Zamek w Rybotyczach – zamek basztowo-bastejowego z XVI wieku zbudowany w Rybotyczach na Pogórzu Przemyskim przez ród Kormanickich, w XXI wieku pozostały jedynie ruiny.

## Historia

### Budowa
Zamek został wzniesiony w XVI wieku przez Kormanickich na wzgórzu nad rzeką Wiar, we wschodniej części miasteczka. Zbudowany był z kamienia, miał kształt czworoboku i cztery narożne, cylindryczne baszty. Mógł przypominać niedalekie zamki w Fredropolu i Węgierce. 

### Wiek XVII
Na początku XVII wieku zamek został kupiony i odnowiony przez starostę przemyskiego Jana Tomasza Drohojowskiego. W 1605 roku Drohojowski zmarł od ran jakie odniósł podczas najazdu na zamek słynnego warchoła Stanisława Stadnickiego ("Diabła Łańcuckiego"), z którym miał zatarg na tle finansowym. Następnie zamek najechał Jan Krasicki. Kolejny najazd na zamek zorganizował Marcin Stadnicki (brat Stanisława), który oblegał broniącą się w nim Jadwigę z Herburtów, wdowę po Drohojowskim. Z braku żywności poddano zamek, a Stadnicki zrabował całe jego wyposażenie. Następnie Marcin Stadnicki więził na zamku wdowę po Drohojowskim. W zamku przebywał potem Stanisław "Diabeł" Stadnicki, po swojej ucieczce ze zdobytego w 1608 roku przez Łukasza Opalińskiego Łańcuta. 
W 1617 roku syn Jana Tomasza Drohojowskiego, Mikołaj Marcin Drohojowski, większą część swych dziedzicznych majętności, tj. miasteczko Rybotycze z przyległościami i zamkiem oraz okoliczne wsie sprzedał Mikołajowi Wolskiemu – marszałkowi wielkiemu koronnemu. Mikołaj Ossoliński po ślubie z Anną Korniakt (córką Konstantego Korniakta, najbogatszego kupca lwowskiego i Elżbiety Halszki z Ossolińskich, wnuczką Zbigniewa Ossolińskiego, wojewody sandomierskiego), otrzymał w posagu klucz Rybotycze z zamkiem. Następnie Rybotycze stały się główną rezydencją Mikołaja Ossolińskiego (1599-1663). Mikołaj Ossoliński po tym, gdy z powodu brutalności uciekła od niego pierwsza żona, ożenił się z Katarzyną Starołęską za co w wianie otrzymał starostwo piotrkowskie. Małżeństwo nie było udane, ponieważ Ossoliński utrzymywał w zamku harem, a jego żona znieważana była w obelżywy sposób, lekceważona i upokarzana przez całe otoczenie, trzymana pod kluczem i strażą, w odludnej i zapadłej wiosce górskiej […], bita nawet rózgami i kopana nogami, przewożona podług kaprysu męża pod eskortą z miejsca na miejsce, a wszędzie traktowana jak nikczemna niewolnica. Doprowadziło to do tego, że Katarzyna Starołęska wzięła udział w spisku, w wyniku którego okrutnie zamordowano jej męża. Została skazana za to na karę śmierci, ale później wyrok zmieniono na pobyt w klasztorze franciszkanek w Zamościu. 

### Dalsze losy
Po Ossolińskim właścicielem zamku w Rybotyczach byli Sobiescy. W XVIII wieku zamek był własnością Lubomirskich i Radziwiłłów. W tym czasie zamek podupadł, ponieważ nie pełnił już głównej rezydencji tych magnackich rodów. W XIX wieku na terenie zamku mieszkali Tyszkowscy, jednak niedługo później zrujnowany zamek został rozebrany na budowę kościoła, a właściciele na początku XX wieku na jego pozostałościach zbudowali dwór. W 1837 roku ruiny zamku narysował Bogumił Zschernig. 
Po 1945 roku widoczne były jeszcze fragmenty dwóch cylindrycznych baszt zamkowych. Dwór stojący w miejscu zamku został zniszczony w czasie wojny i nie odbudowany.